# Графологија
Графологија је вештина или „наука“ где се, на основу анализе рукописа откривају особине личности. Графологија је просуђивање карактера и повремених душевних стања особама из њиховог рукописа. Заснива се на претпоставци да између рукописа и карактера постоји правилан психофизиолошки однос. Често је само стручна анализа датог рукописа у криминалистици и судском вештачењу која се врши једино ради утврђивања да ли је то оригинал или фалсификат, тј. ради утврђивања идентитета особе којој се приписује неки рукопис.

## Историја
Први покушај да се формулише зависност рукописа и карактера извршио је половином 17. века италијански лекар Камило Балдо, али без икакавих методичних претпоставки. 
Веће интересовање за графологију јавља се у другој половини 18. века Лаватеровим делима у којима се износе неке догматске тврдње о психодијагностичкој вредности разних рукописа.
Претечом нове графологије сматра се Мишон, који је у свом делу „Систем графологије“, 1875. год. први покушао да уведе систем у анализу рукописа, од кога и потиче реч графологија.
Мишонов рад наставља његов ученик Крепије и на његову иницијативу оснива се графолошко удружење које издаје и свој часопис.
У Немачкој су, 1917. Год. интересовање за графологију развили психијатар Мајер и физиолог Превер, који су графологији дали значење посебне психологијске учености. (Енциклопедија лексографског завода)

## Експертиза рукописа
Експертиза рукописа је стручно утврђивање идентичности неког рукописа на бази анализе његових специфичних графолошких особина, врши се у правне сврхе (тестаменти, претећа писма) или књижевно-историјске сврхе (рукописи и потписи несигурних аутора).
Рукопис не говори увек о свим аспектима неке личности. Он понекад открива сам једно душевно стање везеано за одређени тренутак и може да се мења ако је онај који пише уморан, напет, забринут, расположен... Такође, није исто да ли пише својој вереници, рођаку, или пословном пријатељу.
Постоји 6 типичних рукописа: нагнут налево, нагнут надесно, заобљен, збијен, штампана слова и кржићи изнад i или ј.
Приликом анализирања рукописа треба узети у обзир неколико важних чинилаца, а то су: искоришћеност простора, простор између речи, правац слова, облик слова, карактеристична слова, везивање слова, детаљи и потпис. Осим ових чинилаца, проучавају се и други фактори који утичу на рукопис, а то су: општа величина и структура слова, дебљина линија, величина горњих и доњих продужетака, однос према вертикали, међусобна повезаност и усклађеност...